# Контридзе, Теона Георгиевна
Тео́на Гео́ргиевна Контри́дзе (груз. თეონა გიორგის-ასული კონტრიძე; родилась 23 января 1977, Тбилиси, Грузинская ССР, СССР) — грузинская и российская джазовая певица, актриса, телеведущая.

## Биография
В 2014 году стала ведущей кулинарного шоу «Право есть и петь» на телеканале «Дождь». В 2019 являлась ведущей конкурса «Новая волна» совместно с Демисом Карибидисом. В 2021 — ведущая конкурса «Новая волна» совместно с Николаем Цискаридзе. В том же году была членом жюри в шоу «Большой мюзикл», а также приняла участие в телепередаче «Угадай мелодию» на «Первом канале». В 2022 — ведущая шоу «Большой джаз» на канале «Культура».

## Общественная позиция
В 2022 выступила в поддержку женщин

## Дискография
- 1992 — «Just do it»
- 2001 — «Без тебя» (OST «Ландыш серебристый»)[3]
- 2021 — альбом «Антихит» («Бейби», «Странная Самба», «Без тебя», «Лухари Вилаж», «Мама»)
- 2021 — Big Black Boots, Джи Вилкс/G Wylx, Dino MC 47, Теона Контридзе «Моя улица»

## Фильмография
- 2003 — Ландыш серебристый — закадровый вокал (саундтрек)
- 2003 — Рецепт колдуньи — эпизод
- 2003 — Ищу невесту без приданного — Лора (секретарь Эльвиры в агентстве)
- 2005 — Дура — эпизод
- 2011 — Самоубийцы — «мамка»
- 2012 — Роман с кокаином — барменша
- 2021 — Душа — Доротея Уильямс (дубляж)